# António Plácido da Costa
António Plácido da Costa (* 1. September 1848 in Covilhã; † 1916 in Porto) war ein Arzt, Ophthalmologe und Professor der Universität Porto. Als Erfinder des Keratografs war er mit der nach ihm benannten Placido-Scheibe beschäftigt. Letztere ist eine frühe Anwendung der Streifenprojektions-Technik, hier speziell zur Untersuchung der Topografie der Hornhautaußenseite des menschlichen Auges als sphärisches Objekt. 